# Шёллер, Якоб
Я́коб Максимилиа́н Шёллер (нем. Jakob Maximilian Schöller; 9 декабря 2005, Мёдлинг) — австрийский футболист, защитник венского «Рапид (Вена)».

## Клубная карьера
Якоб Шёллер является воспитанником футбольной академии клуба «Адмира Ваккер Мёдлинг», где он начал заниматься в возрасте шести лет. В августе 2022 года футболист подписал с клубом первый профессиональный контракт. Ввышел на поле с первых минут в кубковом матче против «Пургшталя». В клубе Якоб провёл следующие два сезона.
В июне 2024 года Шёллер перешёл в венский «Рапид», с которым подписал контракт до 2028 года. Дебютировал за новый клуб в Бундеслиге 2 ноября 2024 года в ничейном (1:1) гостевом поединке против клуба «Штурм».

## Карьера в сборной
С 2021 года Якоб Шёллер защищает цвета юношеских сборных Австрии.